# Šaleta Kordić
Šaleta Kordić (en serbio: Шалета Кордић; Kotor, 19 de abril de 1993) es un futbolista montenegrino que juega en la demarcación de delantero para el FK Podgorica de la Primera División de Montenegro.

## Selección nacional
Tras jugar en la selección de fútbol sub-17 de Montenegro y la sub-19, finalmente hizo su debut con la Montenegro el 7 de octubre de 2020 en un partido amistoso contra Letonia que finalizó con un resultado de empate a uno tras el gol de Igors Tarasovs para Letonia, y de Igor Ivanović para el combinado montenegrino.

## Clubes
| Club                       | País                | Año       | Partidos | Goles |
| -------------------------- | ------------------- | --------- | -------- | ----- |
| FK Vojvodina               | Serbia              | 2012      | 4        | 0     |
| OFK Titograd (cedido)      | Montenegro          | 2012      | 5        | 0     |
| RFK Novi Sad 1921 (cedido) | Serbia              | 2013      | 8        | 2     |
| OFK Grbalj                 | Montenegro          | 2013      | 2        | 0     |
| FK Gorno Lisiče            | Macedonia del Norte | 2014      | 5        | 1     |
| FK BSK Borča               | Serbia              | 2014-2015 | 26       | 7     |
| FK Vojvodina               | Serbia              | 2015      | 3        | 1     |
| FK Sutjeska Nikšić         | Montenegro          | 2015-2016 | 30       | 11    |
| FK Vojvodina               | Serbia              | 2016      | 0        | 0     |
| FK Zeta                    | Montenegro          | 2016-2017 | 15       | 3     |
| OFK Grbalj                 | Montenegro          | 2017-2018 | 34       | 7     |
| FK Sutjeska Nikšić         | Montenegro          | 2018-2019 | 22       | 4     |
| FK Podgorica               | Montenegro          | 2019-     | 37       | 13    |

## Palmarés

### Campeonatos nacionales
| Título                         | Club               | País       | Año  |
| ------------------------------ | ------------------ | ---------- | ---- |
| Primera División de Montenegro | FK Sutjeska Nikšić | Montenegro | 2018 |
| Primera División de Montenegro | FK Sutjeska Nikšić | Montenegro | 2019 |